# Де Садилир, Луи
Луи Мари Жозеф де Садилир (нидерл. Louis Marie Joseph De Sadeleer (6 октября 1852, Хаальтерт, Восточная Фландрия, Бельгия — 6 мая 1924, Брюссель, Бельгия) — бельгийский государственный деятель, председатель Палаты представителей Бельгии (1900—1901).

## Биография
Получил высшее юридическое образование с присуждением докторской степени. Его политическая карьера началась в 1878 г., когда он был избран членом муниципального совета своего родного города — Хаальтерта, в 1882 г. становится членом Совета провинции Восточная Фландрия.
В 1882 г. был впервые избран в состав Палаты представителей бельгийского парламента и представлял в нем до 1912 г. интересы Католической партии.
Избирался секретарем, заместителем председателя, а в 1900—1901 гг. — председателем Палаты депутатов.
В 1910 г. он был назначен королем Альбертом I на должность Специального посланника и полномочного министра (посла) в Португалии.
После ухода из Палаты депутатов в августе 1912 г. король присвоил ему почетный титул государственного министра и назначил членом Сената.
В 1913 г. был назначен председателем арбитражного трибунала в Порт-о-Пренсе по разрешению дипломатического конфликта между Гаити и Германской империей, ставшего результатом Маркоманнианского инцидента (1902) между Португалией и Германией. С началом Первой мировой войны он участвовал в работе специальных миссий в Соединенном Королевстве и Соединенных Штатах в поисках поддержки для создания фондов и программ помощи бельгийскому народу.
В 1922 г. королем ему был пожалован титул барона.